# QX (tidning)

QX är en månadstidning med fokus på HBTQI-frågor som skriver om samhälle nöje och kultur. 
Pappersupplagan är en gratistidning men QX finns även som nättidning. Varje år anordnar tidningen Gaygalan där årets homo/bi-person samt hetero utnämns efter att läsarna röstat på olika kandidater i de olika kategorierna.
QX började som en bilaga till tidningen Reporter i februari 1995. Reporter, som gavs ut av Stiftelsen Rosa Triangeln från 1986, gick i konkurs juni 1995. I augusti samma år startades Polcop AB (senare namnändrat till QX Förlag AB) på initiativ av Jon Voss. Företaget gav ut det första numret av QX som fristående och gratisutdelad tidning i oktober 1995. 
2004 gavs första numret av papperstidningen QX Danmark ut i Köpenhamn med Jens Jørgen Madsen som chefredaktör. Tidningen gavs sedan ut i totalt fem nummer innan den lades ned.[källa behövs]
QX utgavs också i en dansk utgåva under 2005 och 2006.

## Spridningsområde
Tidningen delas ut gratis i huvudsakligen Stockholm, Göteborg, Malmö/Lund, Uppsala och Köpenhamn. Den RS-kontrollerade upplagan var för 2006 redovisad till 30 200 exemplar i månaden. Utgivningen är tolv nummer per år.

## Chefredaktörer
- Jon Voss 1995–1999
- Anders Öhrman 1999–
- Ronny Larsson 2015–